# Lom (Norvegia)
Lom un comune norvegese della contea di Innlandet, distretto di Gudbrandsdalen.